# Janez Peternel
Janez Peternel, slovenski podobar, * 22. maj 1855, Selca, † 15. maj 1933, Selca.

## Življenje in delo
Janez Peternel se je rodil očetu Marku, ki je bil podobar, v Selcih. Že zgodaj se je priučil podobarstva in kasneje pomagal očetu pri naročilih. Večino del sta naredili skupaj (gl. Marko Peternel - dela), po očetovi smrti pa je delal sam.